# Vologne
Vologne és un riu al Departament dels Vosges (França) afluent del Mosel·la Superior i pertany a la conca del Rin.
Té el l'origen a alguns centenars de metres al sud-est de les fonts de Meurthe, al costat de l'antiga frontera d'Alsàcia-Lorena, a 1.500 m. sud-oest del pas de Schlucht, per on passa la ruta d'Espinal a Colmar, prop de l'Alt Honeck (1.365 m.), que és el cim més alt dels Vosges francesos. De corrent impetuosa, el Vologne baixa ràpidament vers el llac de Retournemer, receptacle de 8 hectàrees de superfície i 10 m de profunditat màxima, que va cegant-se lentament i es troba a 780 m. d'altura. A principis del segle XX hi havia un projecte de desviar-lo construint un dipòsit d'1.450.000 m³ de capacitat per al servei de les encluses del canal de l'est, però més tard es desistí d'aquest projecte, cercant l'abastiment de les referides encluses en el Mosel·la, prop de Remiremont.
De Retournemer a Longemer la distància és curta, formant les aigües del Vologne, en aquest trajecte, el saltant de Retournemer, sempre bella i graciosa, malgrat que no sempre amb aigües abundants. Després el Vologne entra en el llac de Longemer, de 70 hectàrees de superfície i major profunditat que el de Retournemer, ja que arriba assolir 35 m. i a penes surt d'aquest es precipita pel Salt des Cuves, saltant molt visitat pels turistes els habitants de la comarca.
Després a la vora de la industrial població de Kichomprè se li uneix per l'esquerra el Jamagne, que vessa al Vologne les aigües del major dels llacs dels Vosges, el Gérardmer, de 2 km. de longitud, per 800 m. d'amplada i 13 de profunditat mitjana. Amb un cabal ordinari de 300 litres per segon, que assoleix 3.200 en les èpoques de la crescuda, el Vologne penetra pel congost de la vall de Granges, estret, profund i ombrívol, obert entre roques granítiques i tallades a pic.

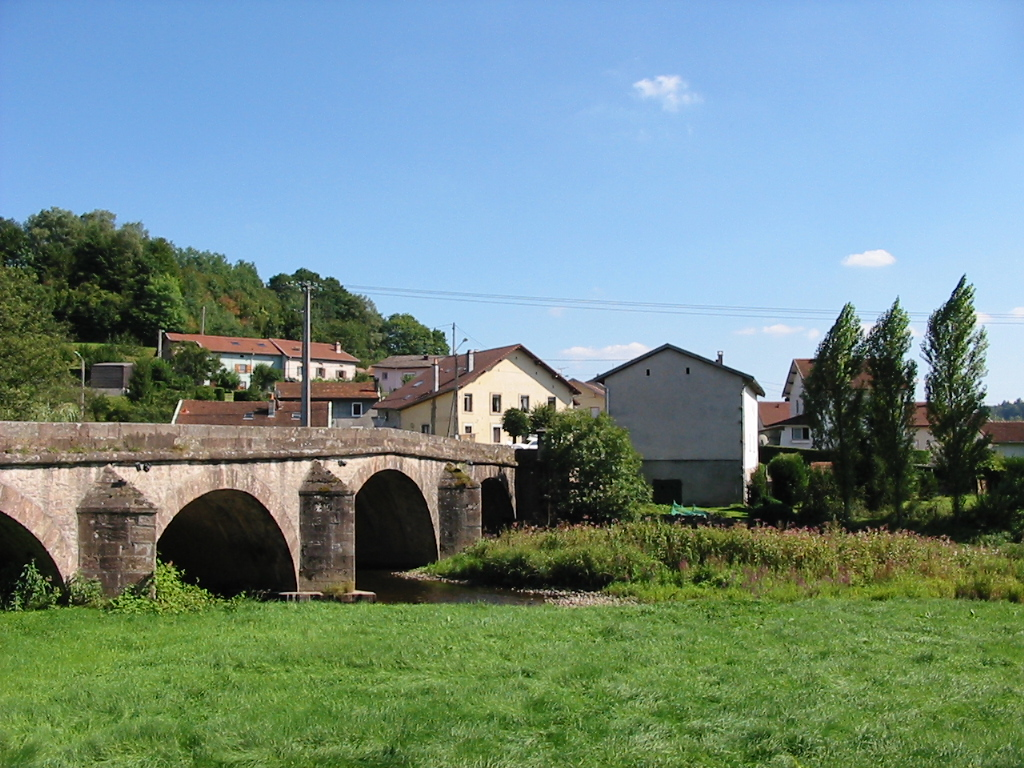
Pont sobre el riu Vologne a Jarménil poc abans de desembocar en el Mosel·la

A la sortida d'aquest congost el corrent rellisca per una vall oberta i rega la ciutat industrial de Granges, i recull per la dreta el Neuné, que vessa 500 litres per segon en aigües ordinàries i 4.800 en les grans crescudes. Més avall, al costat del Laval, a uns 2.500 m. sud-oest de Bruyères, torça amb angle recte vers el sud-oest, i passa per la vora de diverses poblacions industrials, unint-se a Docelles per l'esquerra el Barba, torrent de 15 km. de curs i 5.000 hectàrees de conca, el qual va a parar el Barba de Tendón, conegut també amb el nom de salt de Tendón o salt de Scouel. Seguidament, el Vologne banya Cheniménil i desemboca al Mosel·la, al costat de Jarménil, entre Remiremont i Epinal, a 350 m.d'altura, més amunt del salt del Broc, bonica cascada que forma el Mosel·la.
El Vologne antic Volange, té un llit aspre i un corrent ràpid i precipitat. És utilitzat com a força motriu per nombroses fàbriques de teixits, i rega extensos prats i camps. Les seves aigües, molt pures en la part superior del seu curs, són tèrbies i amb freqüència deletèries en la part inferior. Té una longitud de 50 km i arrossega en volum ordinari 4 m.³, que baixen en època d'estiatge a 1.250 litres i pugen en les crescudes de 50 a 60 m.³. No és navegable ni flotable.